# کیم رانگ
کیم رانگ (انگلیسی: Kim Rang؛ زادهٔ ۹ اکتبر ۱۹۷۴) بازیکن هندبال اهل کره جنوبی بود.
از افتخارات وی میتوان به کسب مدال نقره در بازی‌های المپیک تابستانی ۱۹۹۶ اشاره‌کرد.